# Coppa CEV 1991-1992 (femminile)
La Coppa CEV di pallavolo femminile 1991-1992 è stata la 12ª edizione del terzo torneo pallavolistico europeo per squadre di club; iniziata con il primo turno il 5 ottobre 1991, si è conclusa con la final-four il 16 febbraio 1992. Al torneo hanno partecipato 38 squadre e la vittoria finale è andata per la seconda volta alla Pallavolo Femminile Matera.

## Squadre partecipanti
| - Alcorcón - Fischbek - VakıfBank - BMKZ - Universität Basel - TDK Brevok Breda - Flacara Roşie Bucarest - Tungsram - BVSC Budapest - Courrières Sport | - Wisła Cracovia - Drapetsona Pireas - Gedania - Genève-Elite - Powerhouse Glasgow - Penicilina Iași - Güneş Sigorta - PV Jyväskylä - ZAON - AEK Larnaca | - SC Rotation - Lohhof - Hapoël Mateh Asher - Matera - Modena - Murcia - Olomouc - Olymp Praha - Rijeka - SG Rupenhorn | - Saint-Raphaël - Sandnes VBK - Akademik Sofia - Slavia Sofia - Stella Rossa - Datovoc Tongeren - ICT Vienna - Hermanas Wervik |

## Primo turno

### Squadre qualificate
- Universität Basel
- BVSC Budapest
- Drapetsona Pireas
- Penicilina Iași
- Murcia
- Datovoc Tongeren

## Sedicesimi di finale

### Squadre qualificate
| - VakıfBank - BMKZ - Universität Basel - BVSC Budapest - Wisła Cracovia - Genève-Elite - Güneş Sigorta - Lohhof | - Matera - Modena - Murcia - Olomouc - Saint-Raphaël - Rijeka - Stella Rossa - Datovoc Tongeren |

## Ottavi di finale

### Squadre qualificate
- VakıfBank
- BMKZ
- Tungsram
- Wisła Cracovia
- Lohhof
- Matera
- Modena
- Murcia

## Quarti di finale

### Squadre qualificate
| - VakıfBank - Lohhof - Matera - Modena |

## Final-four
Le semifinali si sono giocate il 15 febbraio mentre le finali per il terzo e il primo posto il 16 febbraio.

### Finali 1º - 3º posto
|  | Semifinali | Semifinali | Semifinali |        |        | Finale 1º/2º posto | Finale 1º/2º posto | Finale 1º/2º posto |  |
|  |            |            |            |        |        |                    |                    |                    |  |
|  | Matera     | Matera     | 3          |        |        |                    |                    |                    |  |
|  | Matera     | Matera     | 3          |        |        |                    |                    |                    |  |
|  | VakıfBank  | VakıfBank  | 0          |        |        |                    |                    |                    |  |
|  | VakıfBank  | VakıfBank  | 0          |        | Matera | Matera             | 3                  |                    |  |
|  |            |            |            |        | Matera | Matera             | 3                  |                    |  |
|  |            |            | Modena     | Modena | 0      |                    |                    |                    |  |
|  | Modena     | Modena     | Modena     | Modena | 0      | 3                  |                    |                    |  |
|  | Modena     | Modena     |            |        |        | 3                  |                    |                    |  |
|  | Lohhof     | Lohhof     | 0          |        |        | Finale 3º/4º posto | Finale 3º/4º posto | Finale 3º/4º posto |  |
|  | Lohhof     | Lohhof     | 0          |        |        |                    |                    |                    |  |
|  |            |            |            |        |        |                    |                    |                    |  |
|  |            |            |            |        |        | VakıfBank          | VakıfBank          | 3                  |  |
|  |            |            |            |        |        | VakıfBank          | VakıfBank          | 3                  |  |
|  |            |            |            |        |        | Lohhof             | Lohhof             | 2                  |  |